# サン＝ジェルマン＝アン＝レー条約 (1679年)
サン＝ジェルマン＝アン＝レー条約（サン＝ジェルマン＝アン＝レーじょうやく、フランス語: Traité de Saint-Germain-en-Laye, 独: Vertrag von Saint-Germain-en-Laye）、またはサン＝ジェルマン＝アン＝レーの和約（サン＝ジェルマン＝アン＝レーのわやく、フランス語: Paix de Saint-Germain-en-Laye, ドイツ語: Frieden von Saint-Germain-en-Laye）は、1679年6月19日（ユリウス暦）/6月29日（グレゴリオ暦）にフランス王国とブランデンブルク選帝侯領の間で締結された講和条約。
条約により、フランスの同盟国スウェーデンはスコーネ戦争でブランデンブルクに奪われた属領のブレーメン＝フェルデンとポンメルンを回復した。スウェーデンは1679年7月28日に条約を批准した。
条約は一部でブランデンブルク選帝侯フリードリヒ・ヴィルヘルムの「最大な政治的敗北」とされた。彼は4年間の戦役でポンメルンを征服したにもかかわらず、フランスに迫られて自分が継承権を有すると考えたポンメルンを割譲した。

## 背景

ブランデンブルク選帝侯フリードリヒ・ヴィルヘルム、1680年代の作品。

スウェーデンは1672年4月にフランスと同盟した。この時期にはイングランド王国、ブランデンブルク選帝侯領、ネーデルラント連邦共和国（オランダ）、デンマーク＝ノルウェーがスウェーデンと敵対していた。神聖ローマ帝国レオポルト1世も1673年8月30日にオランダとスペインと反仏同盟を結成、1674年初に宣戦布告した。その後、ブランデンブルク選帝侯フリードリヒ・ヴィルヘルムも反仏同盟に加入した。
スウェーデン王カール11世はフランス王ルイ14世を支持して1674年にブランデンブルクに侵攻したが、フェールベリンの戦いで決定的な敗北を喫した。デンマークはそれに続いてスウェーデン領のスコーネに侵攻した。
これによりスコーネ戦争が会戦したが、ブランデンブルクは北ドイツ、スウェーデン領ポンメルン（リューゲン島を除く）、ブレーメン＝フェルデン、クールラント・ゼムガレン公国などスウェーデン属領を占領した。デンマークもリューゲン島を占領したが、スコーネではルンドの戦いとランズクルーナの戦いで敗北した。
ナイメーヘンの和約により仏蘭戦争が終結すると、フランスはスウェーデンへの支援を再開することができた。フランスはライン川流域にあるブランデンブルク領クレーフェ公国に侵攻した。ブランデンブルクはその地域での軍勢が不足した上、ナイメーヘンの和約で同盟国を失ったため、占領したスウェーデン領と引き換えに平和に同意するしかなかった。デンマーク＝ノルウェーも同じく、1679年9月にスウェーデンとフォンテーヌブロー条約を締結した。

## 交渉

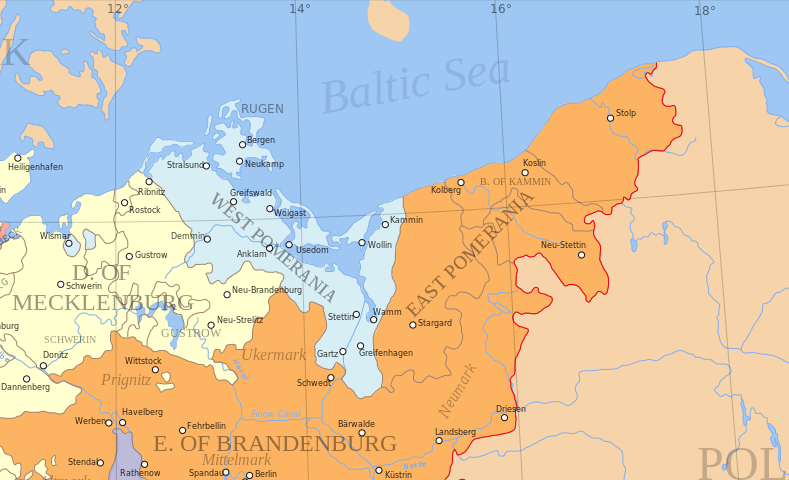
1653年のシュテッティン条約から1679年のサン＝ジェルマン条約までのスウェーデン領ポメラニア（青）とブランデンブルク選帝侯領のポンメルン州（橙）。

ブランデンブルクの同盟者であるレオポルト1世は1679年2月にルイ14世と単独講和、ブレーメン＝フェルデンとスウェーデン領ポンメルンのスウェーデンへの割譲が含まれた1648年のヴェストファーレン条約を再確認した。レオポルト1世はフリードリヒ・ヴィルヘルムが「バルト海における新しいヴァンダル族の王」になることを避けようとし、ブランデンブルク・ポンメルン戦争がフランスとの交渉を阻害することも防ごうとした。
フリードリヒ・ヴィルヘルムは外交官にフランスへの無条件援助を提案するよう命じた。この援助とはフリードリヒ・ヴィルヘルムがスウェーデン領ポンメルンを保持する代わりに、対レオポルト1世の軍事援助を約束する、というものだった。さらに、フリードリヒ・ヴィルヘルムはスウェーデンにポンメルン割譲の対価として「金数トン」と対デンマーク＝ノルウェーの軍事援助を提案した。
しかし、ルイ14世はブランデンブルクの要求を満たす興味も軍事上の必要性もなかった。彼は逆にスウェーデンがフランスと同盟したことで領土を失うことを防がなければならなかった。フリードリヒ・ヴィルヘルムはスウェーデンがシュテティーンを失う可能性が「ストックホルムより高くなることはない」と告知され、さらにフランスから「私たちはまずリップシュタットを落とし、続いて難なくミンデンも。その後はハルベルシュタットとマクデブルクが相次いで陥落、やがてベルリンに着く」と脅された。すでにクレーフェが占領され、ミンデンが包囲された状態だったため、フランスはフリードリヒ・ヴィルヘルムのライン川流域の領地を割譲する代わりにスウェーデン領ポンメルンを維持するとの提案も拒絶した。

## 条約の内容

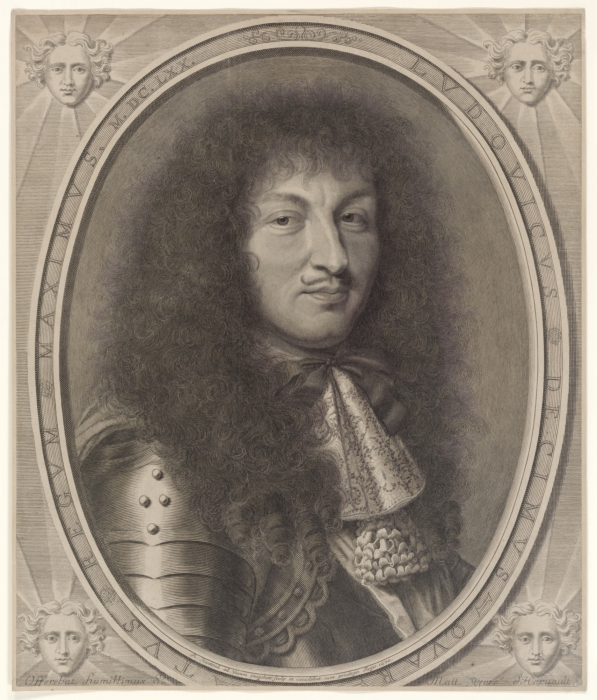
ルイ14世、1670年。

1679年6月29日、フリードリヒ・ヴィルヘルムは条約に署名、ブレーメン＝フェルデンとスウェーデン領ポンメルンの大半をスウェーデンに返還、代償として慰謝料がルイ14世から支払われたほか、東フリースラントが返還された。フランスからブランデンブルクへの支払いは2年間、計30万ターラーと固定された。その後、フランスはさらにブランデンブルクにこの支払いが90万ターラー分のフランス債務を帳消しにすることを認めさせた。
ブランデンブルクはさらにオーデル川東岸のスウェーデン領をゴルノウとダムを除いて獲得した。ゴルノウは5万ターラー相当の抵当としてブランデンブルクに貸出され、1693年にスウェーデンに買い戻された。スウェーデン領ポンメルンのブランデンブルク占領軍は3か月以内に撤退するとした。
条約はまた、オランダ軍がクレーフェ公国に駐留することを禁じた。

## 条約履行とその後

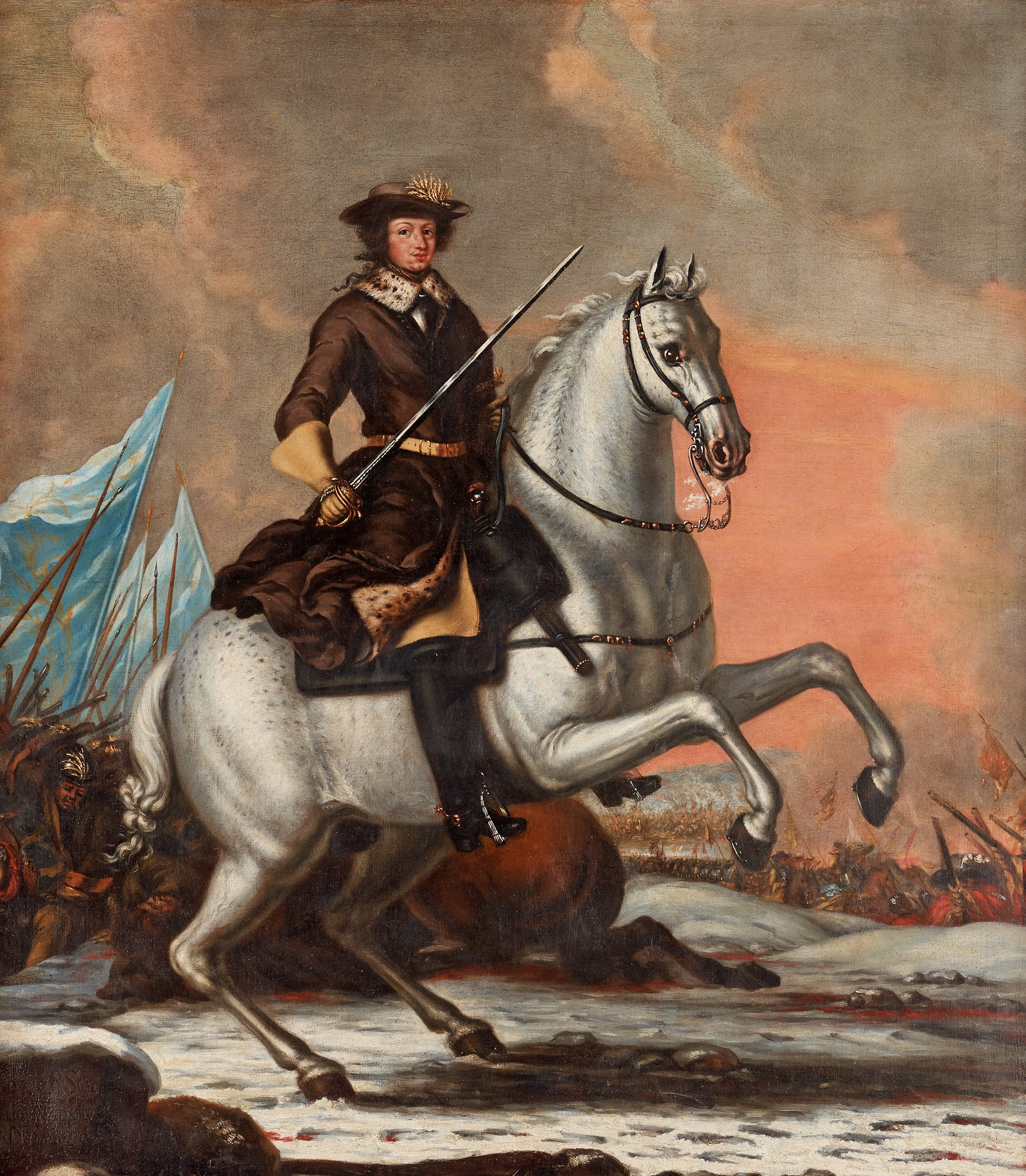
スウェーデン王カール11世、1676年。

1679年12月、ブランデンブルクが最後まで占拠したシュテティーンがスウェーデンに返還された。スコーネ戦争中にリューゲン島を占領したデンマークは単独でスウェーデンと講和した。1679年9月26日のルンド条約により、デンマークは10月20日までにリューゲン島をスウェーデンに返還することを約束した
同1679年、ブランデンブルクはフランスと秘密同盟を締結した。フランスはブランデンブルクの主権を10年間尊重するほか、毎年10万リーブルを支払う代わりフランス軍がブランデンブルクの領土の自由通行権を得た。この同盟が締結された理由はブランデンブルク選帝侯が皇帝に失望したことにあったが、その原因は皇帝がサン＝ジェルマン＝アン＝レー条約の締結に同意したことと、皇帝がブランデンブルクの強大化に反対したことにあった。フリードリヒ・ヴィルヘルムはフランスの拡張主義と彼が「フランスのくびき」と呼んだものには気づいていたが、彼はそれでも「神の加護と（フランス）王の権力のみが我らに安全をもたらす」と結論付け、神聖ローマ帝国と皇帝が「われらを敵の前に無抵抗に晒す」とした。しかし、ブランデンブルクは1685年には新しい反仏同盟の締結を秘密裏に模索し始めた。